# خداوندا، به تو امید داشتم
خداوندا، به تو امید داشتم (In dich hab ich gehoffet, Herr) یک سرود روحانی لوتریان است که در ۷ بند در سال ۱۵۳۳ توسط آدام رویسنر بر پایهٔ مزمور ۳۱ سروده شد. این سروده نخستین بار با یک ملودی در یک مصائب عیسی به‌کار رفت.
یوهان سباستیان باخ در انجیل به روایت متی از این سرودهٔ مذهبی استفاده کرد.